# Mount Kaputar
Der Mount Kaputar ist ein 1.508 Meter hoher Berg bei Narrabri im nördlichen New South Wales in Australien.
Er ist ein Teil der Nandewar Range im Mount-Kaputar-Nationalpark. Der vulkanische Berg ist eine auffällige Landmarke für die Reisenden auf dem Newell Highway, da er sich abrupt erhebt. In kalten Wintern kann er leicht mit Schnee bedeckt sein.
Der Berggipfel ist von Narrabri auf einer 57 Kilometer langen, kurvenreichen und schmalen Straße erreichbar, die nur teilweise befestigt ist. Auf dem benachbarten Mount Dowe, der sich ebenfalls über 1500 Meter erhebt, befinden sich verschiedene Telekommunikations- und Fernsehanlagen. Die große Antennenanlage ist vom Kamilaroi Highway in Richtung Süden vom Gunnedahbecken aus zu sehen.
Auf dem Gipfel des Mount Kaputar gibt es einen Aussichtspunkt, den Mount Kaputar Lookout. Nahegelegen sind der Governor Lookout und Eckfords Lookout wie auch Dawson Spring mit Hütten, Picknickmöglichkeiten und Baulichkeiten zum Campen.
Der Mount Kaputar ist das Relikt eines erloschenen Vulkans, der vor über 18 Millionen Jahren aktiv war. Der Mount Lindesay war möglicherweise das Zentrum dieses Vulkanfelds. Der Berg ist mit trockener Hartlaubvegetation bewaldet.